# Niki Koss
Pour les articles homonymes, voir Niki et Koss.
Niki Koss, née le 15 février 1994 à Los Angeles en Californie, est une actrice, réalisatrice, productrice et scénariste américaine.

## Filmographie

### Comme actrice
- 2005 : The Pearl : Meghan
- 2013 : Red Wing (en) : Mary Ann
- 2013 : Augury (court métrage) : Felicity
- 2014 : The Appearing : Dawn
- 2014 : A Teenage Drama (court métrage) : Jenny
- 2015 : Girl on the Edge : Jennifer
- 2015 : My Stepdaughter : Casey
- 2015 : Manuel de survie à l'apocalypse zombie (Scouts Guide to the Zombie Apocalypse) : Chloe
- 2015 : Dillon Francis Feat. Twista, the Rej3ctz: All That (court métrage) : Chloe
- 2015 : Losing It (court métrage) : Mackenzie
- 2016 : Starry Night (court métrage) : Sophie
- 2017 : Killer App : Stacey
- 2017 : Trafficked : Jessie
- 2017-2018 : Famous in Love (série télévisée) : Alexis Glenn (20 épisodes)
- 2018 : Warning Shot : Notta Chance
- 2018 : Burying Yasmeen : Zannah

### Comme réalisatrice
- 2014 : Royals the Series (série télévisée) (1 épisode)
- 2017 : La Douleur Exquise (court métrage)
- 2018 : Then & Now (court métrage)

### Comme productrice
- 2014 : Royals the Series (série télévisée)
- 2018 : Then & Now (court métrage)
- 2018 : Burying Yasmeen

### Comme scénariste
- 2017 : La Douleur Exquise (court métrage)